# Scottish FA Cup 1902/03
Der Scottish FA Cup wurde 1902/03 zum 30. Mal ausgespielt. Der wichtigste schottische Fußball-Pokalwettbewerb, der vom Schottischen Fußballverband geleitet und ausgetragen wurde, begann am 2. Januar 1903 und endete mit dem entscheidenden dritten Wiederholungsfinale am 25. April 1903 im Celtic Park von Glasgow. Als Titelverteidiger startete Hibernian Edinburgh in den Wettbewerb, das sich im Vorjahresfinale mit 1:0 gegen Celtic Glasgow durchgesetzt hatte. Im diesjährigen Endspiel um den Schottischen Pokal standen sich die Glasgow Rangers und Heart of Midlothian gegenüber. Für die Rangers war es das insgesamt siebte Pokalfinale nach 1877, 1879, 1894, 1897, 1898 und 1899. Durch einen 3:0-Sieg im dritten Wiederholungsfinalspiel gewannen die Rangers ihren vierten Pokalsieg der Vereinsgeschichte nach 1894, 1897 und 1898. Für die Hearts war es im vierten Endspiel nach 1891, 1896 und 1901 die erste Niederlage. Bei der Austragung in dieser Saison kam es zu einigen Überschneidungen der jeweiligen Runden und dessen Wiederholungsspielen.

## 1. Runde
Ausgetragen wurden die Begegnungen zwischen dem 2. und 24. Januar 1903. Die Wiederholungsspiele fanden am 31. Januar und 14. Februar 1903 statt.
|                     | Ergebnis |                         |
| ------------------- | -------- | ----------------------- |
| FC Dundee           | w/o      | Barholm Rovers          |
| FC Stenhousemuir    | 2:1      | FC Inverness Caledonian |
| FC Ayr              | 2:0      | FC Camelon              |
| FC Clyde            | 1:2      | Heart of Midlothian     |
| Hibernian Edinburgh | 7:0      | Greenock Morton         |
| Glasgow Rangers     | 7:0      | Aucterarder Thistle     |
| FC Arbroath         | 1:3      | FC Kilmarnock           |
| Leith Athletic      | 4:1      | Broxburn Athletic       |
| FC St. Bernard’s    | 1:2      | Port Glasgow Athletic   |
| FC Abercorn         | 2:2      | Douglas Wanderers       |
| Celtic Glasgow      | 0:0      | FC St. Mirren           |
| Hamilton Academical | 5:0      | Airdrieonians FC        |
| Nithsdale Wanderers | 1:0      | FC Orion                |
| FC Queen’s Park     | 1:2      | FC Motherwell           |
| FC St. Johnstone    | 1:10     | Third Lanark            |
| FC Vale of Leven    | 0:4      | Partick Thistle         |

### Wiederholungsspiele
|                   | Ergebnis |                |
| ----------------- | -------- | -------------- |
| Douglas Wanderers | 3:1      | FC Abercorn    |
| FC St. Mirren     | *0:1 *   | Celtic Glasgow |

### 2. Wiederholungsspiel
|                | Ergebnis |               |
| -------------- | -------- | ------------- |
| Celtic Glasgow | 4:0      | FC St. Mirren |

## Achtelfinale
Ausgetragen wurden die Begegnungen zwischen dem am 24. Januar und 21. Februar 1903. Die Wiederholungsspiele fanden am 14. Februar 1903 statt.
|                     | Ergebnis |                       |
| ------------------- | -------- | --------------------- |
| FC Ayr              | 2:4      | Heart of Midlothian   |
| Hibernian Edinburgh | 4:1      | Leith Athletic        |
| Glasgow Rangers     | 4:0      | FC Kilmarnock         |
| FC Dundee           | 7:0      | Nithsdale Wanderers   |
| Hamilton Academical | *0:2 *   | Third Lanark          |
| FC Motherwell       | 0:2      | Partick Thistle       |
| FC Stenhousemuir    | *0:1 *   | Douglas Wanderers     |
| Celtic Glasgow      | 2:0      | Port Glasgow Athletic |

### Wiederholungsspiele
|                  | Ergebnis |                     |
| ---------------- | -------- | ------------------- |
| Third Lanark     | 3:1      | Hamilton Academical |
| FC Stenhousemuir | 6:1      | Douglas Wanderers   |

## Viertelfinale
Ausgetragen wurden die Begegnungen zwischen dem 7. und 28. Februar 1903. Die Wiederholungsspiele fanden am 14. und 21. Februar 1903 statt.
|                     | Ergebnis |                     |
| ------------------- | -------- | ------------------- |
| FC Dundee           | 0:0      | Hibernian Edinburgh |
| Heart of Midlothian | 2:1      | Third Lanark        |
| FC Stenhousemuir    | 3:0      | Partick Thistle     |
| Celtic Glasgow      | 0:3      | Glasgow Rangers     |

### Wiederholungsspiel
|                     | Ergebnis |           |
| ------------------- | -------- | --------- |
| Hibernian Edinburgh | 0:0      | FC Dundee |

### 2. Wiederholungsspiel
|           | Ergebnis |                     |
| --------- | -------- | ------------------- |
| FC Dundee | 1:0      | Hibernian Edinburgh |

## Halbfinale
Ausgetragen wurden die Begegnungen am 28. Februar und 7. März 1903. Das Wiederholungsspiel fand am 7. März 1903 statt.
|                  | Ergebnis |                     |
| ---------------- | -------- | ------------------- |
| FC Dundee        | 0:0      | Heart of Midlothian |
| FC Stenhousemuir | 1:4      | Glasgow Rangers     |

### Wiederholungsspiel
|                     | Ergebnis |           |
| ------------------- | -------- | --------- |
| Heart of Midlothian | 1:0      | FC Dundee |

## Finale
| Glasgow Rangers                         | Glasgow Rangers | Heart of Midlothian | Heart of Midlothian |
| --------------------------------------- | --- | --- | ------------------- |
| Glasgow Rangers                         | \| Finale \| \| 11. April 1903 in Glasgow (Celtic Park) \| \| Ergebnis: 1:1 (0:0) \| \| Zuschauer: 28.000 \| \| Schiedsrichter: n. b. \| \| Spielbericht \|                                       | \| Finale \| \| 11. April 1903 in Glasgow (Celtic Park) \| \| Ergebnis: 1:1 (0:0) \| \| Zuschauer: 28.000 \| \| Schiedsrichter: n. b. \| \| Spielbericht \|                             | Heart of Midlothian |
| Glasgow Rangers                         | Matthew Dickie – Alex Fraser, Jock Drummond, Neilly Gibson, James Stark, John Tait Robertson, John McDonald, Finlay Speedie, Robert Hamilton, John Walker, Alec Smith Cheftrainer: William Wilton | George McWattie, Charlie Thomson, Andrew Orr, George Key, Albert Buick, George Hogg, Robert Dalrymple, Bobby Walker, Bill Porteous, John Hunter, Davie Baird Cheftrainer: Peter Fairley | Heart of Midlothian |
| Glasgow Rangers                         | 1:0 James Stark (46.) | 1:1 Bobby Walker (82.) | Heart of Midlothian |
| Finale                                  | | |                     |
| 11. April 1903 in Glasgow (Celtic Park) | | |                     |
| Ergebnis: 1:1 (0:0)                     | | |                     |
| Zuschauer: 28.000                       | | |                     |
| Schiedsrichter: n. b.                   | | |                     |
| Spielbericht                            | | |                     |

## Wiederholungsfinale
| Heart of Midlothian                     | Heart of Midlothian | Glasgow Rangers | Glasgow Rangers |
| --------------------------------------- | --- | --- | --------------- |
| Heart of Midlothian                     | \| Finale \| \| 18. April 1903 in Glasgow (Celtic Park) \| \| Ergebnis: 0:0 \| \| Zuschauer: 16.000 \| \| Schiedsrichter: n. b. \| \| Spielbericht \|                                   | \| Finale \| \| 18. April 1903 in Glasgow (Celtic Park) \| \| Ergebnis: 0:0 \| \| Zuschauer: 16.000 \| \| Schiedsrichter: n. b. \| \| Spielbericht \|                                             | Glasgow Rangers |
| Heart of Midlothian                     | George McWattie, Charlie Thomson, Andrew Orr, George Key, Albert Buick, George Hogg, Robert Dalrymple, Bobby Walker, Bill Porteous, John Hunter, Davie Baird Cheftrainer: Peter Fairley | Matthew Dickie – Alex Fraser, Jock Drummond, Neilly Gibson, James Stark, John Tait Robertson, John McDonald, Finlay Speedie, Robert Hamilton, John Walker, Alec Smith Cheftrainer: William Wilton | Glasgow Rangers |
| Finale                                  | | |                 |
| 18. April 1903 in Glasgow (Celtic Park) | | |                 |
| Ergebnis: 0:0                           | | |                 |
| Zuschauer: 16.000                       | | |                 |
| Schiedsrichter: n. b.                   | | |                 |
| Spielbericht                            | | |                 |

## 2. Wiederholungsfinale
| Glasgow Rangers                         | Glasgow Rangers | Heart of Midlothian | Heart of Midlothian |
| --------------------------------------- | --- | --- | ------------------- |
| Glasgow Rangers                         | \| Finale \| \| 25. April 1903 in Glasgow (Celtic Park) \| \| Ergebnis: 2:0 (1:0) \| \| Zuschauer: 32.000 \| \| Schiedsrichter: n. b. \| \| Spielbericht \|                                          | \| Finale \| \| 25. April 1903 in Glasgow (Celtic Park) \| \| Ergebnis: 2:0 (1:0) \| \| Zuschauer: 32.000 \| \| Schiedsrichter: n. b. \| \| Spielbericht \|                              | Heart of Midlothian |
| Glasgow Rangers                         | Matthew Dickie – Alex Fraser, Jock Drummond, George Henderson, James Stark, John Tait Robertson, John McDonald, Alec Mackie, Robert Hamilton, Finlay Speedie, Alec Smith Cheftrainer: William Wilton | George McWattie, Charlie Thomson, Andrew Orr, George Key, John Anderson, George Hogg, Robert Dalrymple, Bobby Walker, Bill Porteous, John Hunter, Davie Baird Cheftrainer: Peter Fairley | Heart of Midlothian |
| Glasgow Rangers                         | Alec Mackie Robert Hamilton | | Heart of Midlothian |
| Finale                                  | | |                     |
| 25. April 1903 in Glasgow (Celtic Park) | | |                     |
| Ergebnis: 2:0 (1:0)                     | | |                     |
| Zuschauer: 32.000                       | | |                     |
| Schiedsrichter: n. b.                   | | |                     |
| Spielbericht                            | | |                     |